# St. Elisabeth (Münster)

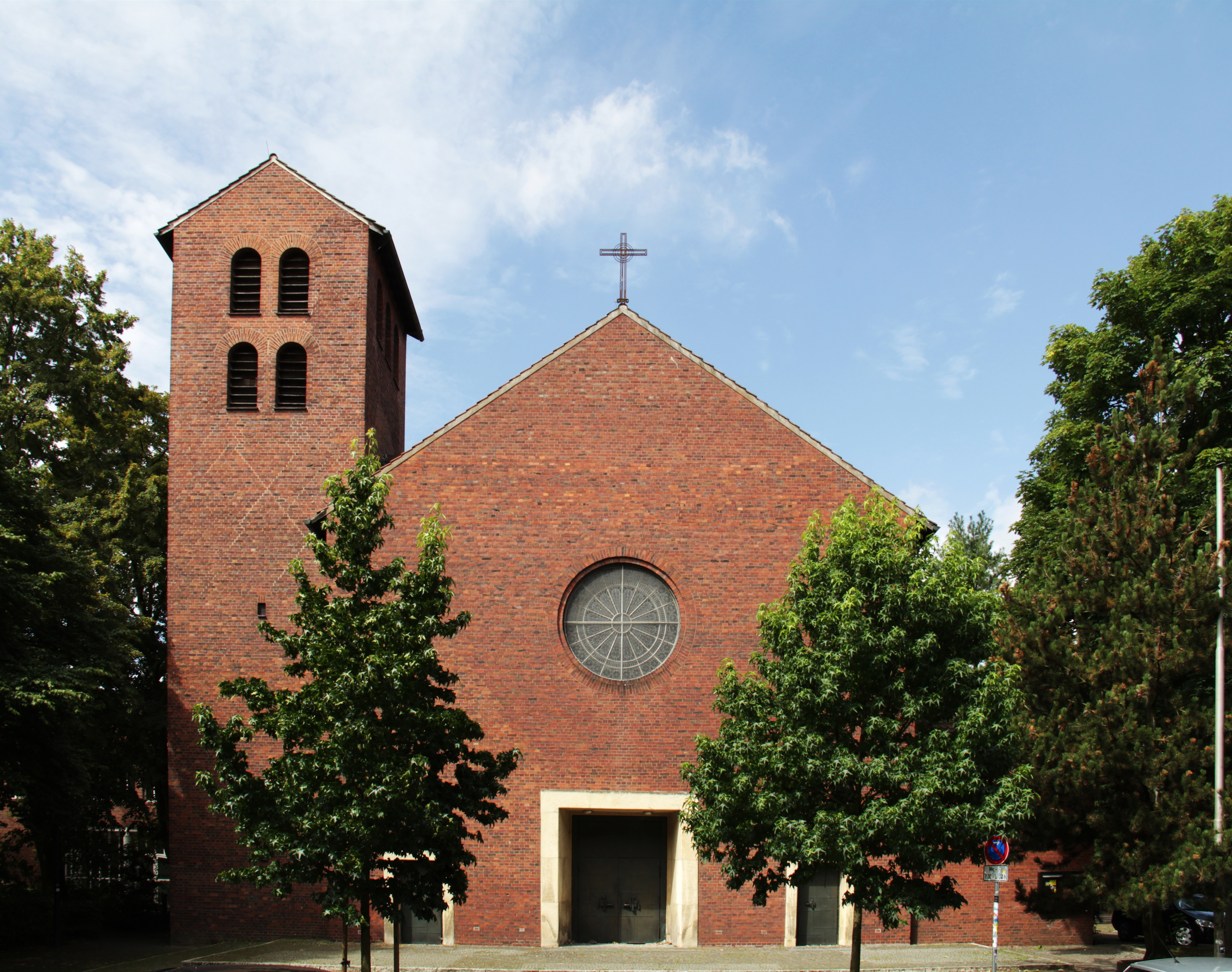
St. Elisabeth

Die Elisabethkirche ist ein profaniertes katholisches Kirchengebäude im Osten von Münster. Sie liegt unweit der Herz-Jesu-Kirche.

## Geschichte
Die Kirche wurde 1939 fertiggestellt und eingeweiht und wurde 1940 Pfarrkirche der maßgeblich von der Gemeinde Herz-Jesu abgepfarrten neuen Pfarrgemeinde St. Elisabeth.
1944 wurde das Kirchengebäude bei einem Bombenangriff zerstört. Es wurde in den Jahren 1946 bis 1951 wieder aufgebaut.
2001 wurde die Kirchengemeinde St. Elisabeth mit der Kirchengemeinde Herz-Jesu fusioniert. Die Elisabethkirche wurde zur Filialkirche.
Am 16. November 2008 wurde die Kirche durch Weihbischof Franz-Josef Overbeck profaniert.

## Beschreibung
Die Elisabethkirche ist eine dreischiffige Basilika, mit einem dominierenden Hauptschiff und zwei kleinen, flachen Seitenschiffen, die durch Arkadenbögen zum Hauptschiff offen sind. Das Hauptschiff hat eine Kassettendecke.  Im Westen schließt ein eingezogener Chorraum an, mit einem Rundbogen zum Kirchenschiff hin. Im südöstlichen Seitenschiff befindet sich eine kleine Werktagskirche, im nordöstlichen Seitenschiff die Taufkapelle.
An der Chorwand im Westen der Kirche befindet sich ein großes Mosaik-Pfingstbild, das 1963 fertiggestellt wurde.
Im Ostteil, über dem Haupteingang, befindet sich eine Orgelempore. In die Westwand ist ein großes Rundfenster mit farbiger Bleiverglasung eingelassen.
Bis zur Profanierung der Kirche befand sich auf der Orgeltribüne eine Orgel aus dem Jahre 1954, die von dem Orgelbauer Franz Breil (Dorsten) erbaut wurde. Das Schleifladen-Instrument wurde 2005 durch den Orgelbauer Friedrich Fleiter (Münster) umgebaut. Es hatte zuletzt 24 Register auf zwei Manualen und Pedal. Die Trakturen waren mechanisch.
| I Hauptwerk C–f3 |              |       |
| 1.               | Quintade     | 16′   |
| 2.               | Prinzipal    | 8′    |
| 3.               | Spitzflöte   | 8′    |
| 4.               | Oktave       | 4′    |
| 5.               | Rohrflöte    | 4′    |
| 6.               | Oktave       | 2′    |
| 7.               | Mixtur IV-VI | 1 ⁄3′ |
| 8.               | Trompete     | 8′    |

| II Brustwerk C–f3 |                 |        |
| 9.                | Gedackt         | 8′     |
| 10.               | Quintade        | 8′     |
| 11.               | Prinzipal       | 4′     |
| 12.               | Koppelflöte     | 4′     |
| 13.               | Gemshorn        | 2′     |
| 14.               | Quinte          | 1 ⁄3′  |
| 15.               | Oktave          | 1′     |
| 16.               | Sesquialtera II | 1 3⁄5′ |
| 17.               | Zimbel III      | 1′     |
| 18.               | Dulzian         | 8′     |
|                   | Tremulant       |        |

| Pedalwerk C–f1 |           |     |
| 19.            | Subbass   | 16′ |
| 20.            | Prinzipal | 8′  |
| 21.            | Pommer    | 4′  |
| 22.            | Nachthorn | 2′  |
| 23.            | Posaune   | 16′ |
| 24.            | Trompete  | 8′  |

- Koppeln: II/I, I/P, II/P

Der quadratische, niedrige Turm ist südlich an die Ostseite der Kirche angefügt, und beherbergte seit 1959 ein fünf-stimmiges Bronze-Geläut.
| Nr. | Name            | Gussjahr | Gießer                       | Gewicht (kg) | Durchmesser (mm) | Nominal (16tel) |
| 1   | Michael         | 1959     | Feldmann & Marschel, Münster | 1240         | 1230             | e1              |
| 2   | Maria           | 1959     | Feldmann & Marschel, Münster | 845          | 1090             | fis1            |
| 3   | Elisabeth       | 1959     | Feldmann & Marschel, Münster | 564          | 970              | gis1            |
| 4   | Bonifatius      | 1959     | Feldmann & Marschel, Münster | 323          | 800              | h1              |
| 5   | Petrus Canisius | 1959     | Feldmann & Marschel, Münster | 230          | 720              | cis2            |

## Weitere Nutzung
Die Basilika wurde von 2013 bis 2014 zu einer schmalen Turnhalle umgebaut, die seit Herbst 2014 von der Montessori-Schule genutzt wird. Die Seitenschiffe wurden hierfür zu Umkleiden umgebaut. Nach dem Umbau des Kirchengebäudes blieb die Außenansicht des Kirchengebäudes im Wesentlichen erhalten.
Nach dem Abriss des Pfarrhauses und des südlichen Pfarrheimes entstand 2013/2014 ein Neubau, in dessen Erdgeschoss der Elisabeth-Kindergarten untergebracht ist. Über dem Kindergarten ebenso wie auf dem dann freiwerdenden Gelände des alten Kindergartengebäudes wurden Studentenwohnungen geschaffen.